# Gibraltar Badminton Association
De Gibraltar Badminton Association is de nationale badmintonbond van Gibraltar.
De huidige president van de Gibraltaarse bond is Ivan de Haro. Anno 2015 telde de bond 171 leden, verdeeld over 19 badmintonclubs. De bond is sinds 1986 aangesloten bij de Europese Bond.